# Anomala nocturna
Anomala nocturna är en skalbaggsart som beskrevs av Ohaus 1930. Anomala nocturna ingår i släktet Anomala och familjen Rutelidae. Inga underarter finns listade i Catalogue of Life.